# Sarcophaga crinita
Sarcophaga crinita är en tvåvingeart som beskrevs av Parker 1917. Sarcophaga crinita ingår i släktet Sarcophaga och familjen köttflugor. Inga underarter finns listade i Catalogue of Life.